# インスブルック市電61形電車
61形は、かつてオーストリア・インスブルックの路面電車であるインスブルック市電で使用されていた車両。近代化を目的に導入され、1980年代まで営業運転に用いられた。

## 概要
1950年代までインスブルック市電に在籍していた車両は、第二次世界大戦中に導入されたボギー車1両（60）を除いて戦前に製造された車両が占めており、老朽化が課題となっていた。そこで、これらの車両の置き換えを目的にローナーへ発注が実施されたのが6両のボギー車（61 - 66）である。
当時ドイツのデュッセルドルフ車両製造（→デュワグ）が生産していた路面電車車両（デュワグカー）をライセンス生産した車両で、インスブルック市電で初となる右側通行に適した片運転台車両であった。付随車を連結する運用に備え、車体前後には連結器が設置されていた。電気機器はエリン（ELIN）とキーペ（Kiepe）が生産したものが採用され、主電動機は各台車に1基ずつ搭載されていた。抵抗値の進段はカムスイッチを用いて制御が行われる方式が用いられた他、屋根上に設置された抵抗器に加えてスイッチ操作でラジエーターを抵抗器として使用することも可能であった。制動装置は発電ブレーキ、手ブレーキ、電磁吸着ブレーキが用いられた。

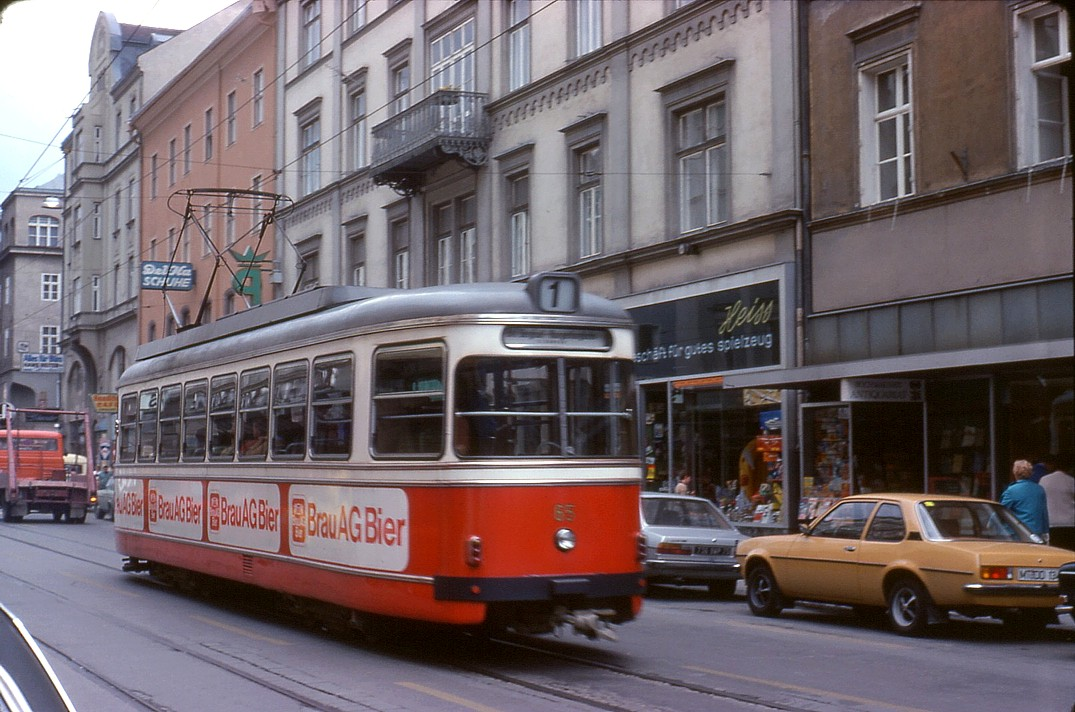
後方（65）（1978年撮影）

1960年から営業運転を開始し、老朽化していた車両の一部が置き換えられた。また、これに合わせて折り返し用のループ線の整備が行われた。しかし、輸送力不足が指摘された事から以降の近代化は連接車（70形）によって行われる事となった。その後も61 - 66は主に1号線で使用されたが、他都市から譲渡された連接車が導入された事により1985年以降廃車が始まり、1989年までに営業運転から離脱した。

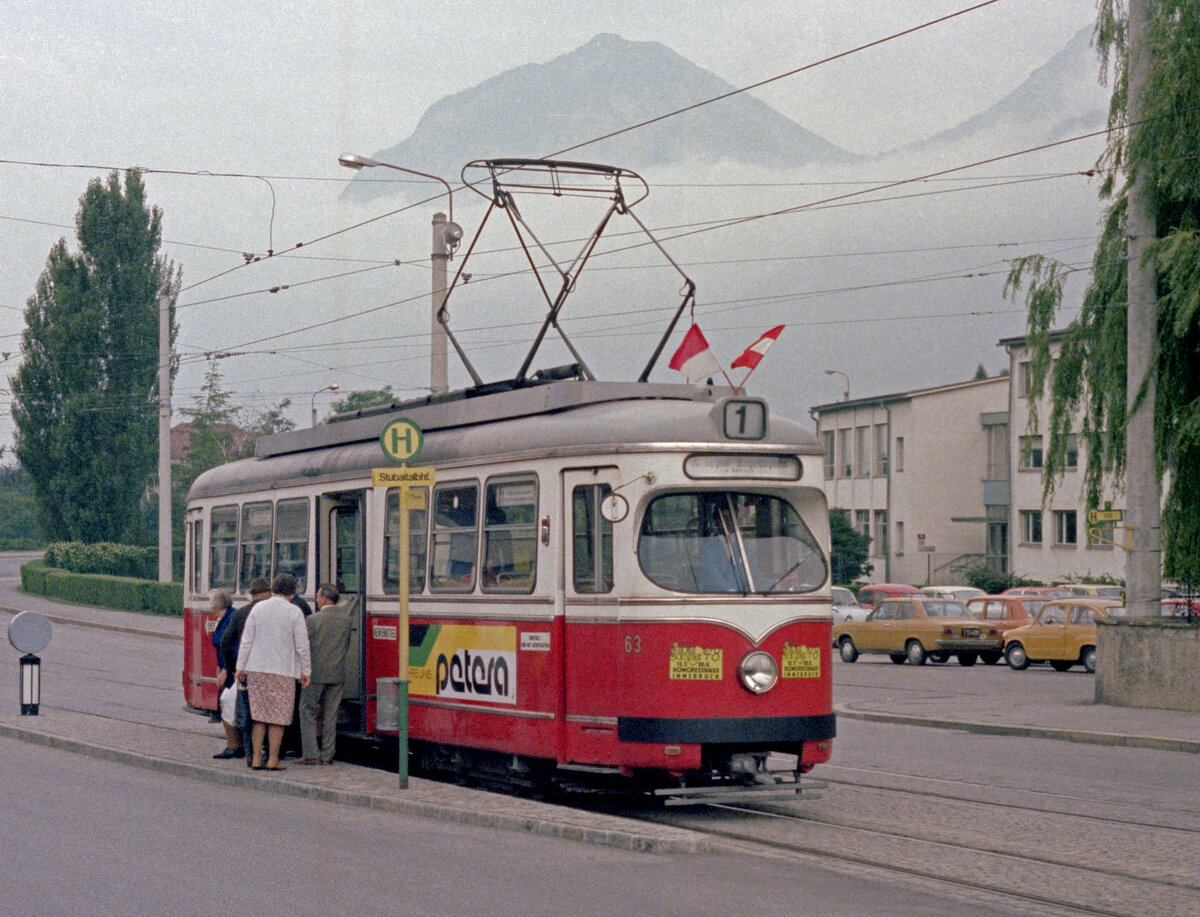
63（1978年撮影）
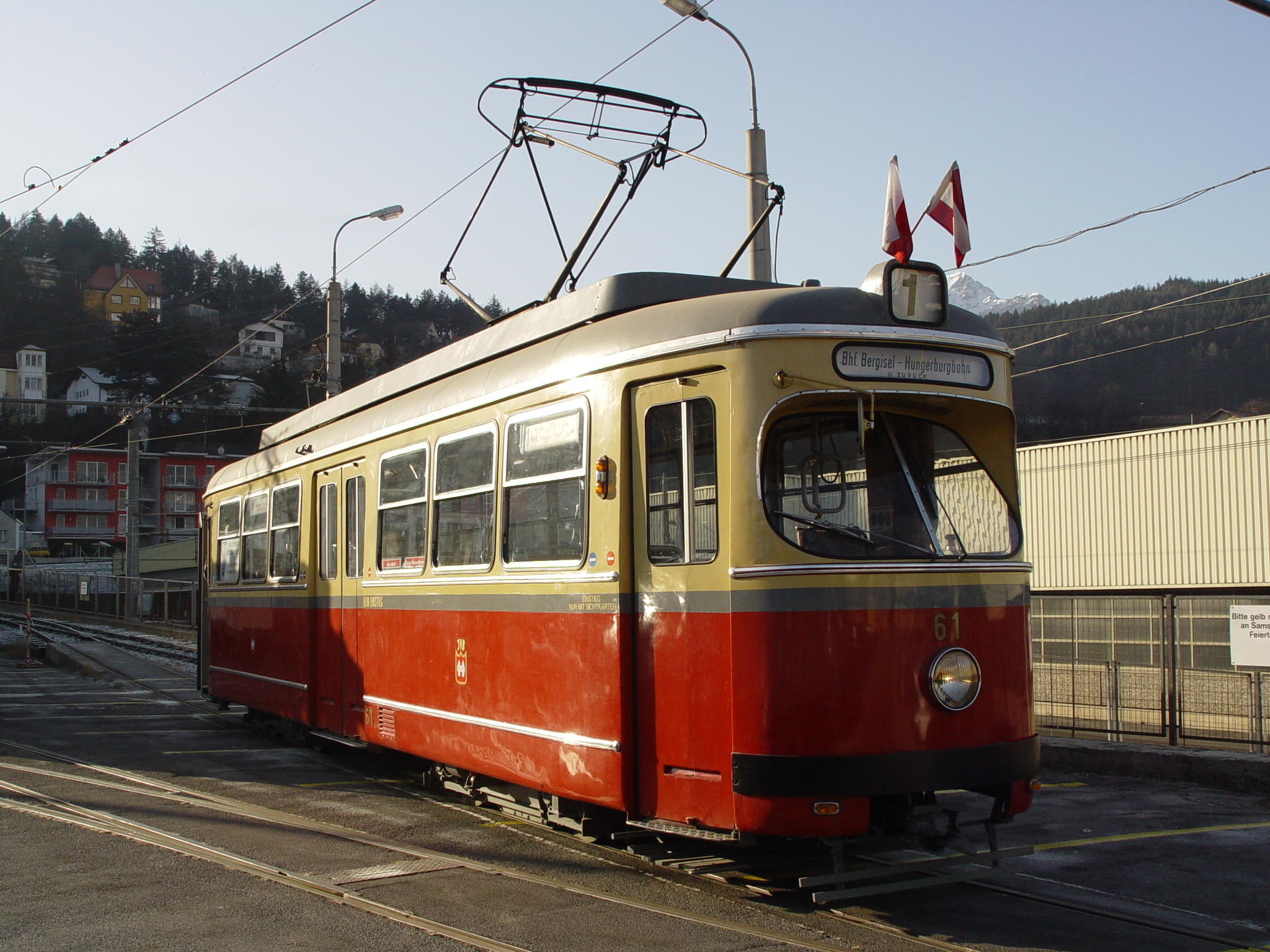
1970年代後半に塗装変更が実施された（61）（2006年撮影）

その後、1992年までに4両が解体された一方、61は2000年以降動態保存運転が実施されており、2012年以降はインスブルック市電の旧型電車の保存を実施しているチロル博物館鉄道協会が所有している。また、64についてもクラーゲンフルトの保存団体による保存が行われている。

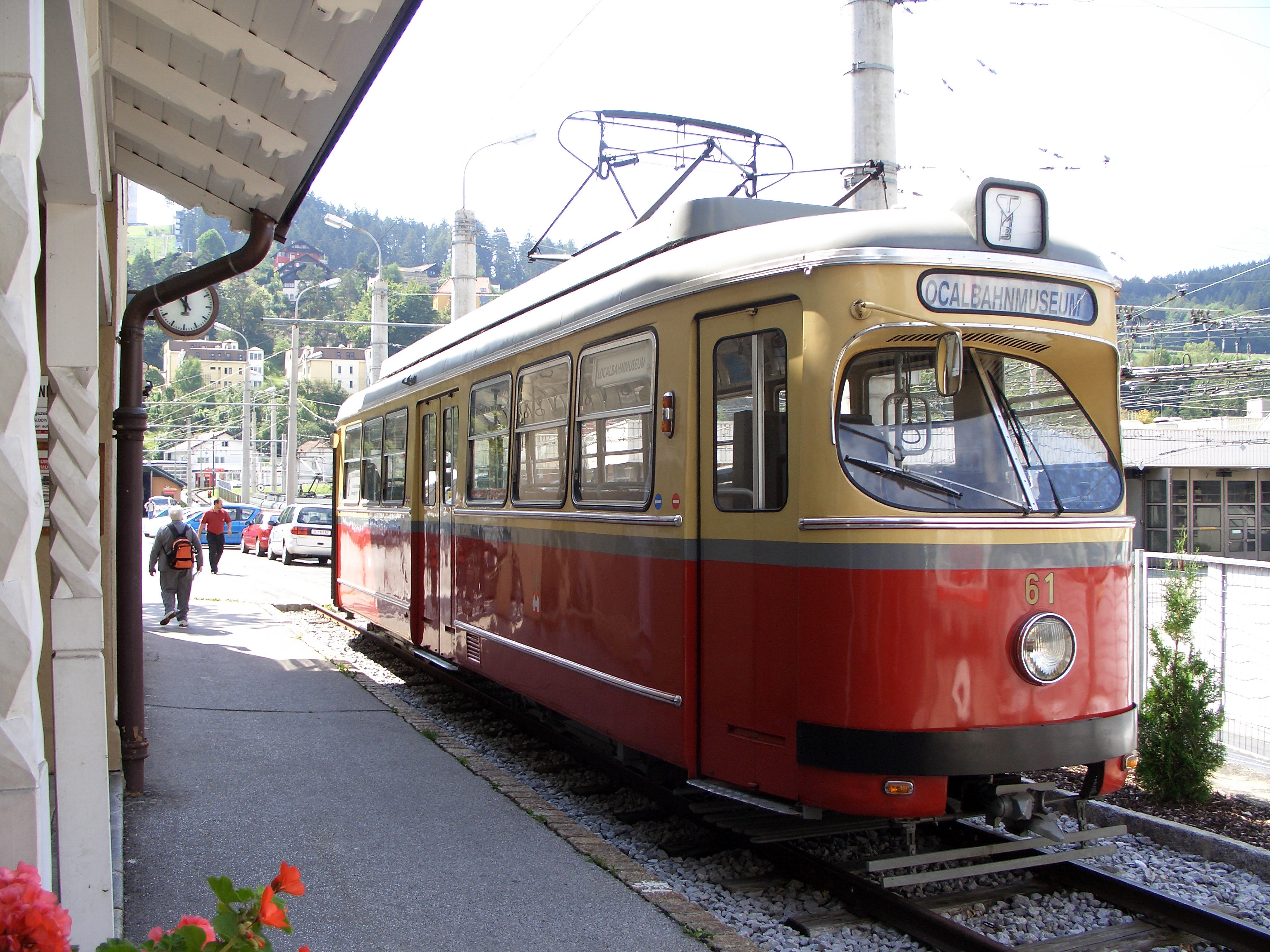
動態保存が行われている61（2007年撮影）